# Panogena lingens
Panogena lingens är en fjärilsart som beskrevs av Butler 1877. Panogena lingens ingår i släktet Panogena och familjen svärmare. Inga underarter finns listade i Catalogue of Life.

## Bildgalleri

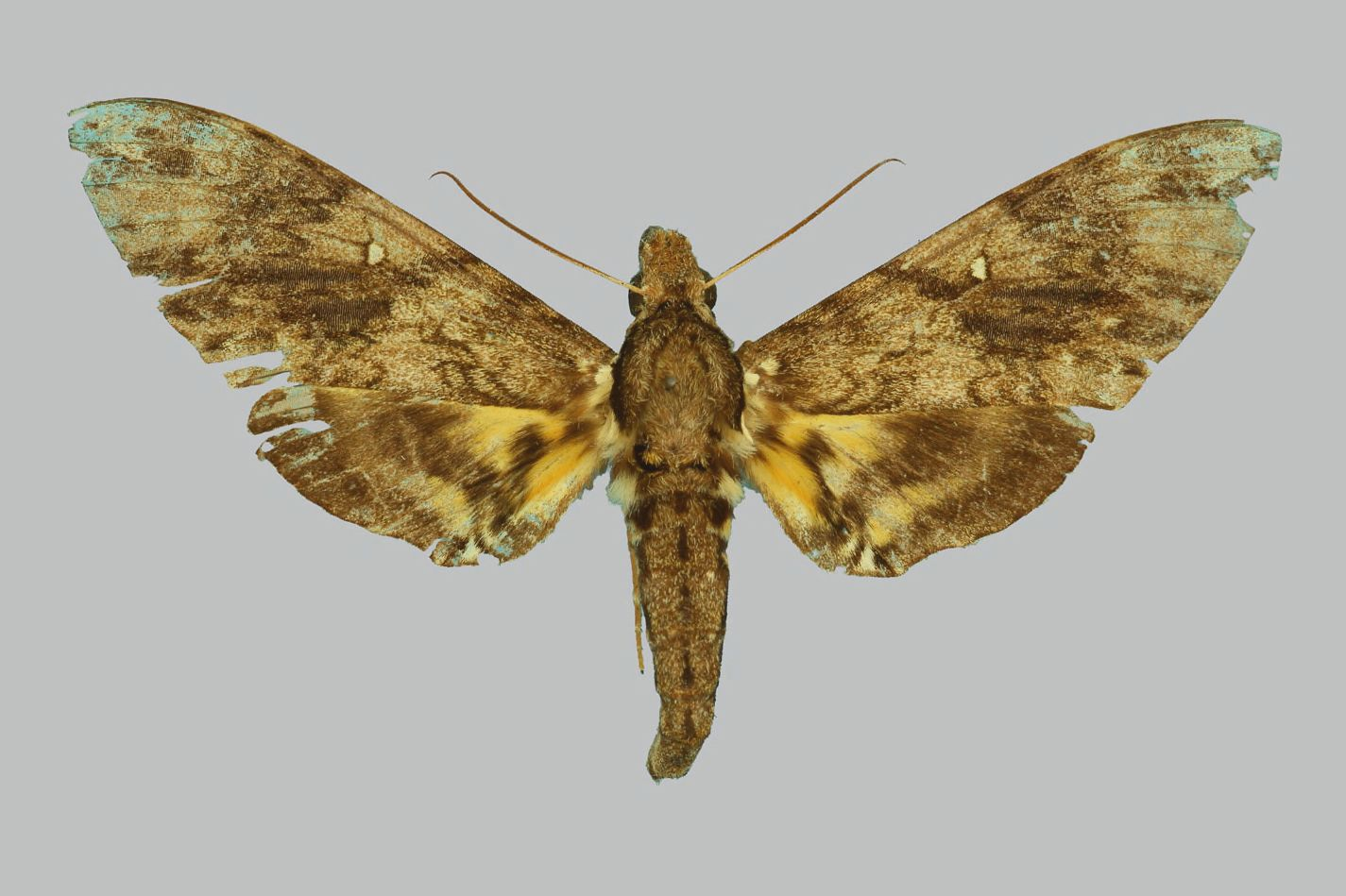
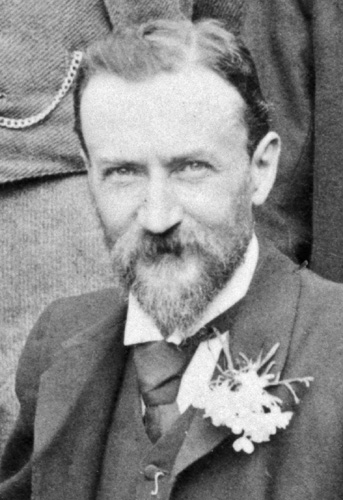
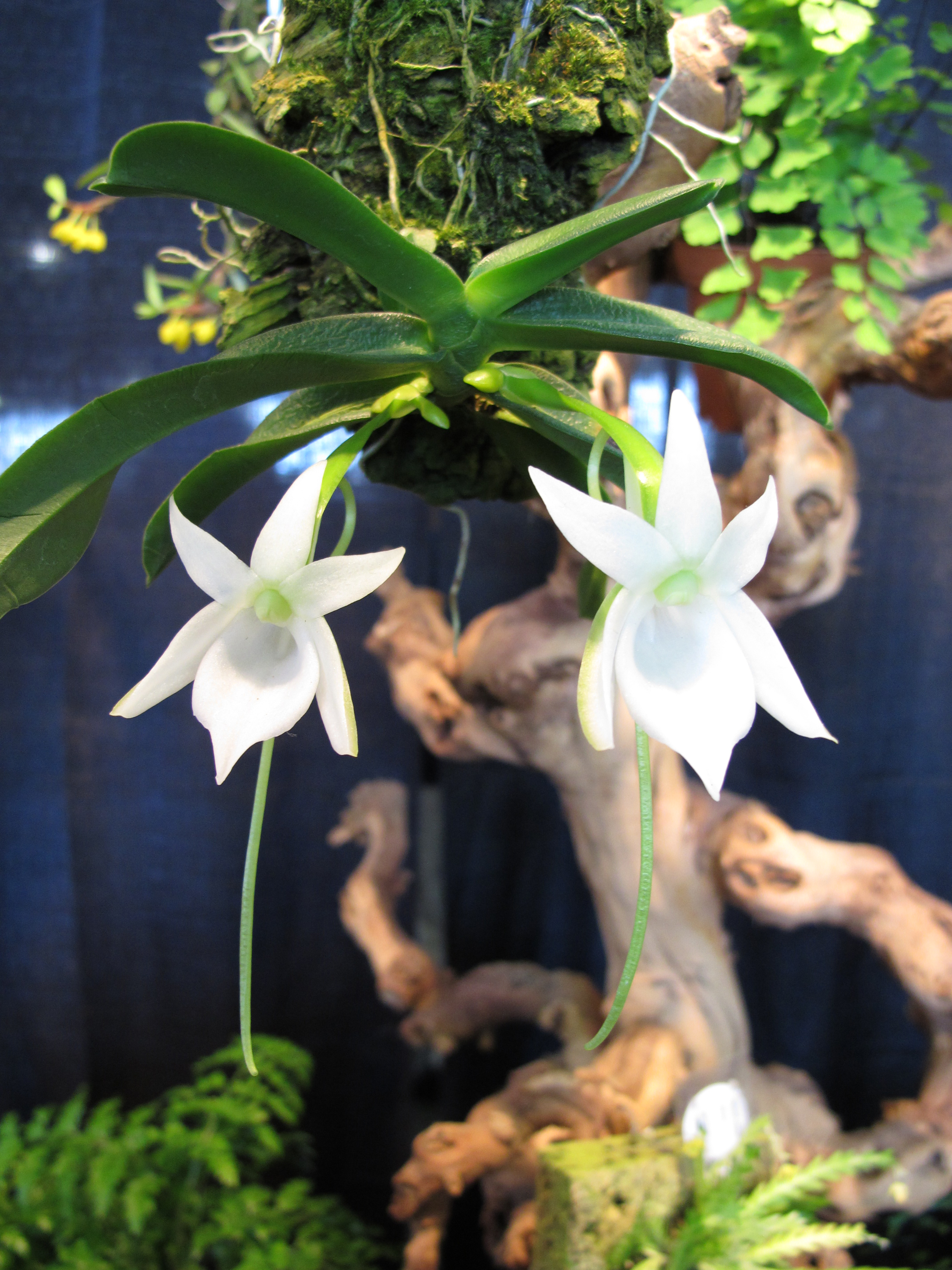